# 法国电灯房
法国电灯房是原天津法租界法国电灯公司所在地，始建于1920年，坐落于当时天津法租界的贝拉扣路和葛公使路（Rue Paron Gros）之间（今和平区哈尔滨道和滨江道之间哈尔滨道228号），中华人民共和国成立后，法国电灯房曾先后成为天津市第三发电所、天津市滨江道发电所和天津市电力科学研究院所在地。目前，法国电灯房原建筑已拆除，不复存在。

## 历史

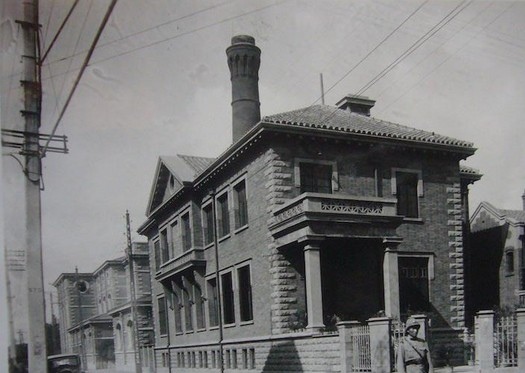
法国电灯房旧影

清光绪二十七年（1901年），天津法租界公议局在法国桥（今解放桥）附近建成天津市第一座营业性直流发电厂。清光绪二十八年（1902年），法国公议局在天津法租界狄总领事路（Rue Dillon）和巴黎路交口（今哈尔滨道与吉林路交口）建发电所创建“法国电灯公司”，又称“法国电灯房”。1910年，法国公议局将原法国发电所卖给工程师克利孟特·布吉瑞。1912年，他在贝拉扣路和葛公使路（Rue Paron Gros）之间（今哈尔滨道和滨江道之间）建新发电厂。法国电灯房搬迁到当时天津法租界的葛公使路（今哈尔滨道228号）。1912年，法国电灯公司开始发电，最初，法国电灯公司原设有两台50千瓦的发电机，后来又增加了三台2500千瓦的发电机和一台4200千瓦的发电机。这些发电机是用来供应当时法国电灯公司周边地区的用电需求，法国电灯公司用水泵从墙子河调水进行发电。中华人民共和国成立，1949年至1953年，法国电灯房由法商经营管理。1953年11月，法国人将法国电灯公司转交给当时的天津市人民政府天津电业局代管，命名为天津第五发电厂。后来先后成为天津市第三发电所、天津市滨江道发电所。1966年，原有发电机组被部分拆除，只保留一台4200千瓦的发电机。1978年，法国电灯房成为天津市电力科学研究院所在地。1980年代，天津市电力科学研究院把原法国电灯公司的发电设备转让给了河北省邯郸市涉县铁厂用于小功率发电。1982年9月，天津市电力科学研究院把全部发电机组拆除，原址建成天津电力科研中心实验大楼及35千伏变电站。

## 建筑
法国电灯房原建筑包括机房、办公楼和电灯房创始人布吉瑞的旧宅，总建筑面积为5160平方米。机房为西式厂房，外立面砌筑有红砖，顶部为坡顶。办公楼布吉瑞的旧宅均为法国风格建筑。后来，天津市电力科学研究院在原址的基础上又建了实验楼等新建筑。